# Тольяттинская ТЭЦ
Тольяттинская ТЭЦ — энергетическое предприятие в городе Тольятти, Самарская область. ТЭЦ является подразделением ПАО «Т Плюс».

## История
Активное строительство в г. Тольятти промышленных предприятий: завода синтетического каучука, азотного завода, трансформаторного завода, «Волгоцеммаш» и других — требовало источника электрической и тепловой энергии. Таким источником стала Тольяттинская ТЭЦ, строительство которой началось в 1957 году. Первый турбоагрегат ТЭЦ был запущен в декабре 1960 года. В 1964 году завершено строительство первой очереди мощностью 200 МВт. Вторая, третья и четвёртая очереди вводились в эксплуатацию соответственно в 1968, 1972 и 1975 годах.
Первоначально станция работала на угле, так как при существовавшей нагрузке природный газ оказывался нерентабельным, с ним также возникали сложности с поставками. Уголь поставлялся по железной дороге из Кузнецка. Для снижения вреда от работы на угле сотрудники станции, во главе с Андреем Алфеевым, позже ставшим её директором, внедрили способ нейтрализации окислов азота методом селективного некаталитического восстановления, за что были удостоены премии правительства Российской Федерации в области науки и техники.
Со временем ТЭЦ перешла на использование газа в качестве основного топлива, оставив уголь в качестве резервного. А с 2019 года резервным топливом также является мазут.

## Деятельность
Тольяттинская ТЭЦ обеспечивает энергоснабжение, отопление и горячее водоснабжение Центрального района г. Тольятти, а также предприятий промышленной зоны этого района города. В Тольятти имеется также ТЭЦ Волжского автозавода, находящаяся в Автозаводском районе города, куда, из-за бурного развития ОАО «АВТОВАЗ» и самого района, в 2004 году началась переброска тепловой мощности с Тольяттинской ТЭЦ в Автозаводской район.
На Тольяттинской ТЭЦ разработаны и успешно эксплуатируются технологии, обеспечивающие защиту окружающей среды.

## Перечень основного оборудования
| Агрегат                              | Тип               | Изготовитель                                     | Количество | Ввод в эксплуатацию | Основные характеристики | Основные характеристики | Источники   |
| Агрегат                              | Тип               | Изготовитель                                     | Количество | Ввод в эксплуатацию | Параметр                | Значение                | Источники   |
| ------------------------------------ | ----------------- | ------------------------------------------------ | ---------- | ------------------- | ----------------------- | ----------------------- | ----------- |
| Оборудование паротурбинных установок |                   |                                                  |            |                     |                         |                         |             |
| Паровой котёл                        | ТП-80             | Таганрогский котельный завод «Красный котельщик» | 2          | 1960 г. 1961 г.     | Топливо                 | газ                     | [ 2 ]       |
| Паровой котёл                        | ТП-80             | Таганрогский котельный завод «Красный котельщик» | 2          | 1960 г. 1961 г.     | Производительность      | 420 т/ч                 | [ 2 ]       |
| Паровой котёл                        | ТП-80             | Таганрогский котельный завод «Красный котельщик» | 2          | 1960 г. 1961 г.     | Параметры пара          | 140 кгс/см2, 550 °С     | [ 2 ]       |
| Паровой котёл                        | ТП-87             | Таганрогский котельный завод «Красный котельщик» | 11         | 1963 г. 1975 г.     | Топливо                 | газ, уголь              | [ 2 ]       |
| Паровой котёл                        | ТП-87             | Таганрогский котельный завод «Красный котельщик» | 11         | 1963 г. 1975 г.     | Производительность      | 420 т/ч                 | [ 2 ]       |
| Паровой котёл                        | ТП-87             | Таганрогский котельный завод «Красный котельщик» | 11         | 1963 г. 1975 г.     | Параметры пара          | 140 кгс/см2, 550 °С     | [ 2 ]       |
| Паровая турбина                      | ПТ-65/75-130/13   | Ленинградский металлический завод                | 2          | 1960 г. 1963 г.     | Установленная мощность  | 65 МВт                  | [ 2 ] [ 1 ] |
| Паровая турбина                      | ПТ-65/75-130/13   | Ленинградский металлический завод                | 2          | 1960 г. 1963 г.     | Тепловая нагрузка       | — Гкал/ч                | [ 2 ] [ 1 ] |
| Паровая турбина                      | Р-25/50-130/13-21 | Ленинградский металлический завод                | 2          | 1963 г. 1964 г.     | Установленная мощность  | 25 МВт                  | [ 2 ] [ 1 ] |
| Паровая турбина                      | Р-25/50-130/13-21 | Ленинградский металлический завод                | 2          | 1963 г. 1964 г.     | Тепловая нагрузка       | — Гкал/ч                | [ 2 ] [ 1 ] |
| Паровая турбина                      | ПТ-80/100-130/13  | Ленинградский металлический завод                | 1          | 1994 г.             | Установленная мощность  | 80 МВт                  | [ 2 ] [ 1 ] |
| Паровая турбина                      | ПТ-80/100-130/13  | Ленинградский металлический завод                | 1          | 1994 г.             | Тепловая нагрузка       | — Гкал/ч                | [ 2 ] [ 1 ] |
| Паровая турбина                      | Р-50-130/4-13     | Ленинградский металлический завод                | 1          | 1968 г.             | Установленная мощность  | 35 МВт                  | [ 2 ] [ 1 ] |
| Паровая турбина                      | Р-50-130/4-13     | Ленинградский металлический завод                | 1          | 1968 г.             | Тепловая нагрузка       | — Гкал/ч                | [ 2 ] [ 1 ] |
| Паровая турбина                      | Т-100-130         | Уральский турбинный завод                        | 2          | 1967 г. 1971 г.     | Установленная мощность  | 100 МВт                 | [ 2 ] [ 1 ] |
| Паровая турбина                      | Т-100-130         | Уральский турбинный завод                        | 2          | 1967 г. 1971 г.     | Тепловая нагрузка       | — Гкал/ч                | [ 2 ] [ 1 ] |
| Паровая турбина                      | Р-100-130/15      | Уральский турбинный завод                        | 1          | 1971 г.             | Установленная мощность  | 90 МВт                  | [ 2 ] [ 1 ] |
| Паровая турбина                      | Р-100-130/15      | Уральский турбинный завод                        | 1          | 1971 г.             | Тепловая нагрузка       | — Гкал/ч                | [ 2 ] [ 1 ] |
| Водогрейное оборудование             |                   |                                                  |            |                     |                         |                         |             |
| Водогрейный котёл                    | ПТВМ-100          | Барнаульский котельный завод                     | 6          | 1963—1970 г.        | Топливо                 | газ                     | [ 2 ]       |
| Водогрейный котёл                    | ПТВМ-100          | Барнаульский котельный завод                     | 6          | 1963—1970 г.        | Производительность      | 100 Гкал/ч              | [ 2 ]       |